# Grundelemente (Geometrie)
Als Grundelemente bezeichnet man in der synthetischen projektiven Geometrie die Grundbegriffe Punkt, Gerade und Ebene. Sie sind gleichwertig und hängen durch die Axiome der Inzidenz miteinander zusammen. Zu den Grundelementen gehören nicht nur die im Endlichen liegenden Punkte, Geraden und Ebenen, sondern auch die Fernpunkte, die Ferngeraden und die Fernebene.
Aus den Grundelementen setzen sich die Grundgebilde zusammen.
In der Geometrie müssen einige Elemente als Grundelemente eingeführt werden, weil man nicht eine logische Definition von allen geben kann, ohne in einen Zirkelschluss zu verfallen. Jedes andere Gebilde muss dann mit Hilfe der Grundelemente logisch definiert werden. Für den Aufbau der Geometrie verwendet man Axiome, die gewisse Beziehungen zwischen den Grundelementen beschreiben.
Bis in die ersten Jahrzehnte des 19. Jahrhunderts hatte man nur die Punkte als Grundelemente der Geometrie angesehen. Die 1820er Jahre brachten dann die Erkenntnis des Dualitätsprinzips, mit dem man dann statt des Punktes auch die Ebene als Grundelement der Geometrie betrachten kann. Weiterhin wurde durch Julius Plücker in den 1860er Jahren eine Geometrie eingeführt, deren Grundelement die Gerade ist.